# Tegalagung
Tegalagung is een bestuurslaag in het regentschap Tuban van de provincie Oost-Java, Indonesië. Tegalagung telt 3881 inwoners (volkstelling 2010).